# Q (canción)
«Q» es el décimo sencillo del grupo AAA: Attack All Around, fue lanzado el 6 de septiembre de 2006. Este es el sexto sencillo perteneciente a su segundo álbum, ALL.

## Listado de temas

### CD
1. «Q»
2. ハレルヤ ~Live version~ -1st ATTACK ROUND 2-at SHIBUYA-AX on 24th March 2006
3. «Q» ~Instrumental~

### DVD
1. «Q»

- Datos: Q3131520